# Усаченко Віктор Єгорович
Ві́ктор Єго́рович Усаче́нко — полковник Збройних сил України.
Станом на грудень 2010 року — командир військової частини А 0905, Вінницька область, нагороджений Почесною грамотою Вінницької облдержадміністрації.

## Нагороди
31 жовтня 2014 року за особисту мужність і героїзм, виявлені у захисті державного суверенітету та територіальної цілісності України, вірність військовій присязі під час російсько-української війни, відзначений — нагороджений орденом Богдана Хмельницького III ступеня.
Література
- «Про відзначення трудівників області Почесною грамотою та Подякою облдержадміністрації та обласної Ради, розпорядження Віннцької ОДА № 613»